# Alfred Ost
Alfred Ost (Zwijndrecht, 14 februari 1884 – Antwerpen, 9 oktober 1945) was een Belgisch kunstschilder die vanaf 1901 het dagelijkse leven tekende en schilderde in Mechelen.

## Levensloop
Hij woonde van 1892 tot 1902 in Rumst (in het oude brouwerijgebouw dat nu de cultuurdienst huisvest). Hij was leerling van het Klein Seminarie van Hoogstraten.
Voor 1914 had Ost een optimistische kijk op het leven. Hij tekende daardoor ook veel kermissen en bedevaarten. Hij tekende in die tijd ook veel dieren. Ontwerpen voor een aantal affiches zijn ook van zijn hand verschenen. Tijdens de Eerste Wereldoorlog was hij, zoals zoveel andere kunstenaars, gevlucht naar het neutrale Nederland. In 1915 kwam hij aan in Amsterdam, met zijn ouders en zijn zuster Irma. Hij maakte toen veel prenten van vluchtelingen als steun voor noodlijdenden en krijgsgevangenen. In 1919 vestigde hij zich te Borgerhout.

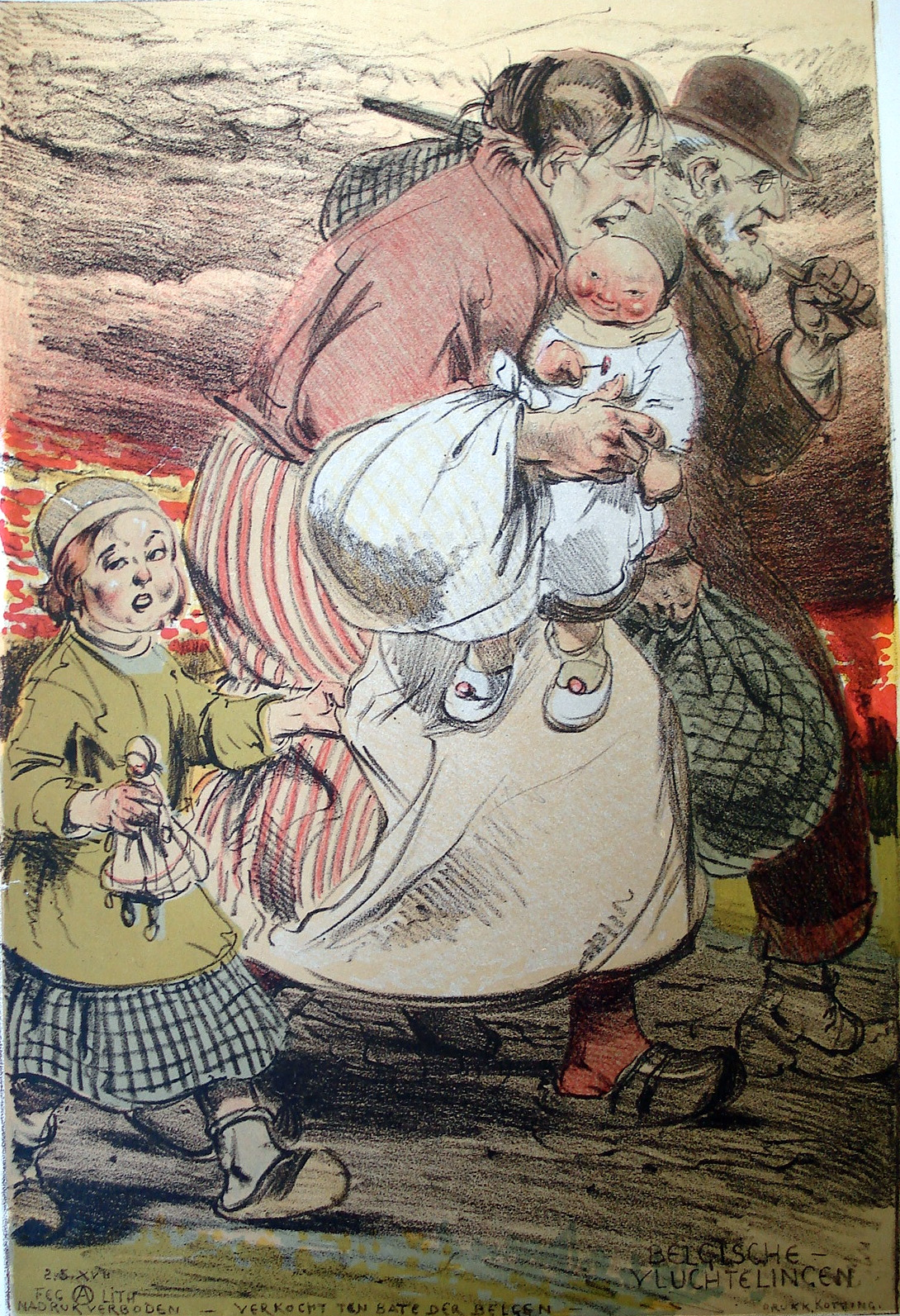
Belgische vluchtelingen, 1914-18

Door de Eerste Wereldoorlog werd zijn werk pessimistischer en tekende hij veel droevige schilderijen. Hij vond dat een kunstenaar een werktuig van God is. Hij ondertekende daarom zijn grootste schilderijen niet of alleen met D.G. (Deo Gratias). Hij versierde ook verschillende gangen van het Borgerhoutse Xaveriuscollege van de Jezuïeten en het Brasschaatse Sint-Michielscollege van de Norbertijnen met zijn muurtekeningen.
Hij maakte in 1938 een tekening over de Hanswijkcavalcade (een 25-jaarlijks historisch ruiterevenement in Mechelen) voor het eerste exemplaar van het Guldenboek (periode 1889-1971) van de stad Mechelen. Hij tekende een reeks van elf prenten over deze Ommegang.
Ost schonk een 'oeuvre-erfdeel' aan de steden Mechelen (1936), Roosendaal (1937), Hoogstraten (1938), 's-Hertogenbosch (1938) en de Antwerpse Zoo (1945).
In het Xaveriuscollege werd hij opgevangen door de Jezuïetenpaters die het college bestuurden. Ost had veel moeilijkheden met het oorlogsregime vanaf 1940, dat werkte met voedselbonnen. Vaak verloor hij die of kwam hij te laat. De paters namen dit over voor hem. Dit laat ook vermoeden dat Ost leed aan bipolariteit.
Op 9 oktober 1945 stierf hij in Antwerpen in de Eeuwfeestkliniek. Er is een Alfred Oststraat in Antwerpen, in Zwijndrecht, in Hoogstraten en in Mechelen.

## Olympische Spelen
Alfred Ost won een bronzen medaille op de Olympische Spelen van 1920 in Antwerpen met zijn schilderij De voetballer, een groot doek op posterformaat. Schilderkunst, literatuur, bouwkunst, architectuur en muziek waren sinds 1912 Olympische disciplines die werden afgeschaft na de Spelen van 1948. Op deze wijze wilde Pierre de Coubertin de Olympische Spelen, een feest ter ere van de god Zeus, eren met kunst. Alfred Ost had gehoopt hiermee internationale erkenning te krijgen, maar kunstmedaillewinnaars werden vlug vergeten. Zijn droom om hiermee leraar te worden aan de Antwerpse kunstacademie kwam niet uit.

## Musea
- Hoogstraten, Stedelijk Museum (meer dan 500 werken geschonken in 2011 door de kleinkinderen van Joseph Carette, kleermaker van Alfred Ost van wie hij regelmatig tekeningen en schilderijen kreeg als betaling in natura)
- Mechelen, Stedelijke Musea
- Oostende, Kunstmuseum aan Zee

## Tentoonstellingen
- 1913 Brussel, Salle Boute, Exposition d'une grande quantité d'oeuvres de l'artiste peintre A. Ost (5 - 19/3)
- 1914 Antwerpen, Zaal Memling, Tentoonstelling van enkele werken van den kunstschilder A. Ost, (10-20/3), 202 werken
- 1917 Maastricht, Zaal Modus
- 1917 Tilburg, Gemeentelijke Feestzaal
- 1917 Amsterdam, Stedelijk Museum
- 1918 Amsterdam, Salle Marnixstraat 102, Vlaamsche Kunst Tentoonstelling, enige werken van de belgische kunstschilder A. Ost (2-15/2)
- 1920 Amsterdam, Zaal van de Maatschappij ter bevordering der Bouwkunst (2-15/2)
- 1920 Brussel, Zaal Aolien, (13-22/3)
- 1930 Antwerpen, Wereldtentoonstelling, Paviljoen van de Gemeente Borgerhout
- 1936 Borgerhout, Gemeentelijke Tentoonstellingszaal (5-15/12)
- 1936 Mechelen, Zaal Plantin (24-30/10)
- 1937 Hoogstraten, Vakschool (6de Kempisch Congress) (29/8 - 12/9)
- 1937 Roosendaal, Markt 51 (7-21/11)
- 1938 Mechelen, Deelname aan Beiaardtentoonstelling
- 1938 's-Hertogenbosch, Museum
- 1938 Arnhem, Korenbeurs, Artibus Sacrum (27/11 - 12/12)
- 1940 Antwerpen, Dierentuin (juni - juli)
- 1945 Antwerpen, Dierentuin (8 - 16/9)

Postume tentoonstellingen:
- 1947 Antwerpen, Rockoxhuis
- 1950 Boom, Gemeentelijke Feestzaal
- 1956 Zwijndrecht, Gemeentehuis
- 1956 Antwerpen, Koninklijke Maatschappij voor Dierkunde
- 1957 Borgerhout, Xaverius College
- 1959 's-Gravenhage, Beneluxhuis
- 1962 Mechelen, Kultureel Centrum, 'Alfred Ost - Retrospectieve Tentoonstelling' (28/10-18/11)
- 1963 Borgerhout, Gemeentelijke Feestzaal, Kring voor de Heemkunde (14-29/9)
- 1964 Temse, Gemeentehuis, 'Scheldeland en Volk' (15-31/5)
- 1967 Sint-Amands, Verhaerenmuseum (6/9)
- 1968 Hasselt, Provinciaal Begijnhof (10/2 - 3/3)
- 1968 Roosendaal, 't Hederadey
- 1968 Oostende, Kursaal, Alfred Ost (19/7 - 31/8)
- 1969 Sint-Job-in't Goor, Cultureel Centre Reinaert
- 1969 Lier, Convent
- 1971 Antwerpen, Zaal Campo, Retrospectieve Alfred Ost (19/2 - ?)
- 1974 Turnhout, Cultureel Centrum Warande
- 1974 Leuven, Faculty Club
- 1976 Gent, Aymon Selectie
- 1977 Willebroek, Gemeentelijke Feestzaal
- 1978 Oostende, Museum voor Religieuze Kunst
- 1979 Antwerpen, A.C.W.
- 1979 Antwerpen, Luithagen
- 1980 Brussel, Philips Building
- 1980 Mechelen, Cultureel Centrum Burgemeester Antoon Spinoy (10-26/5)
- 1984 Ten Moortele (20-23/4)
- 1984 Mechelen-Leest, Stedelijke Lagere School, Alfred Ost thema; landelijke leven - prentkaarten en affiches, werkgroep 'Voetspoor' (21-23/4)
- 1984 Mechelen, Zaal O.C.M.W., 1884-1984 Alfred Ost - Aquarellen & Tekeningen (9-17/6)
- 1984 Mechelen, Zaal Goedkope Woning, 1884-1984 Alfred Ost - Aquarellen & Tekeningen (23-28/6)
- 1984 Hombeek, Oud-Gemeentehuis, 1884-1984 Alfred Ost - Aquarellen & Tekeningen (30/6 - 8/7)
- 1984 Heffen, Stedelijke Lagere School, 1884-1984 Alfred Ost - Aquarellen & Tekeningen (11-18/7)
- 1984 Borgerhout, Districtshuis Borgerhout, Alfred Ost Jubeltentoonstelling - Alfred Ost in Borgerhout (15-30/9)
- 1984 Mechelen, Bovenzaal B.A.C., Het religieuze werk van Alfred Ost, V.Z.W. Hanswijckprocessie (20-30/10)
- 1984 Hoogstraten, Hotelschool Spijker, Tentoonstelling Ost-plakkaten' (21/10-4/11)
- 1985 Roosendaal (NL), Tongerlohuys, Alfred Ost 1884-1945, Stichting De Ghulden Roos (8/12/1985-14/1/1986)
- 1991 Wilrijk, Cultureel Centrum de Kern, Alfred Ost (24/8-15/9)
- 1995 Antwerpen, Districtshuis Borgerhout en Museum Vleeshuis, De affiches van Alfred Ost - Een voorsmaakje. Huldetentoonstelling n.a.v. het vijftigjarige overlijden van de kunstenaar
- 2005 Deurne-Zuid, Jef Huygh-theater, Alfred Ost. Schaduw over Deurne (8-9/10)
- 2015: een zestigtal werken in de kerk van Rumst (zijn vroegere woonplaats)

## Galerij

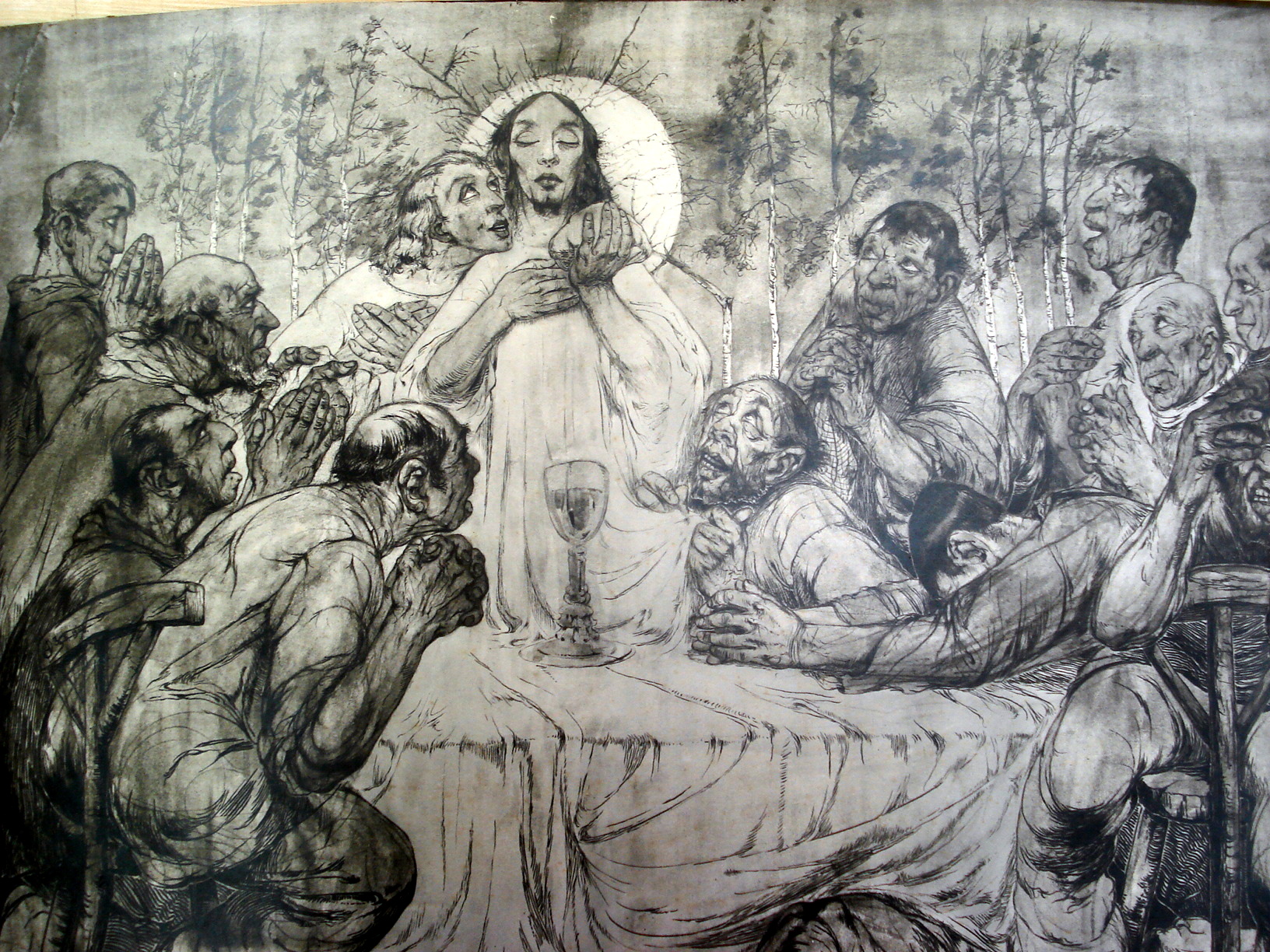
Het laatste avondmaal, 1908
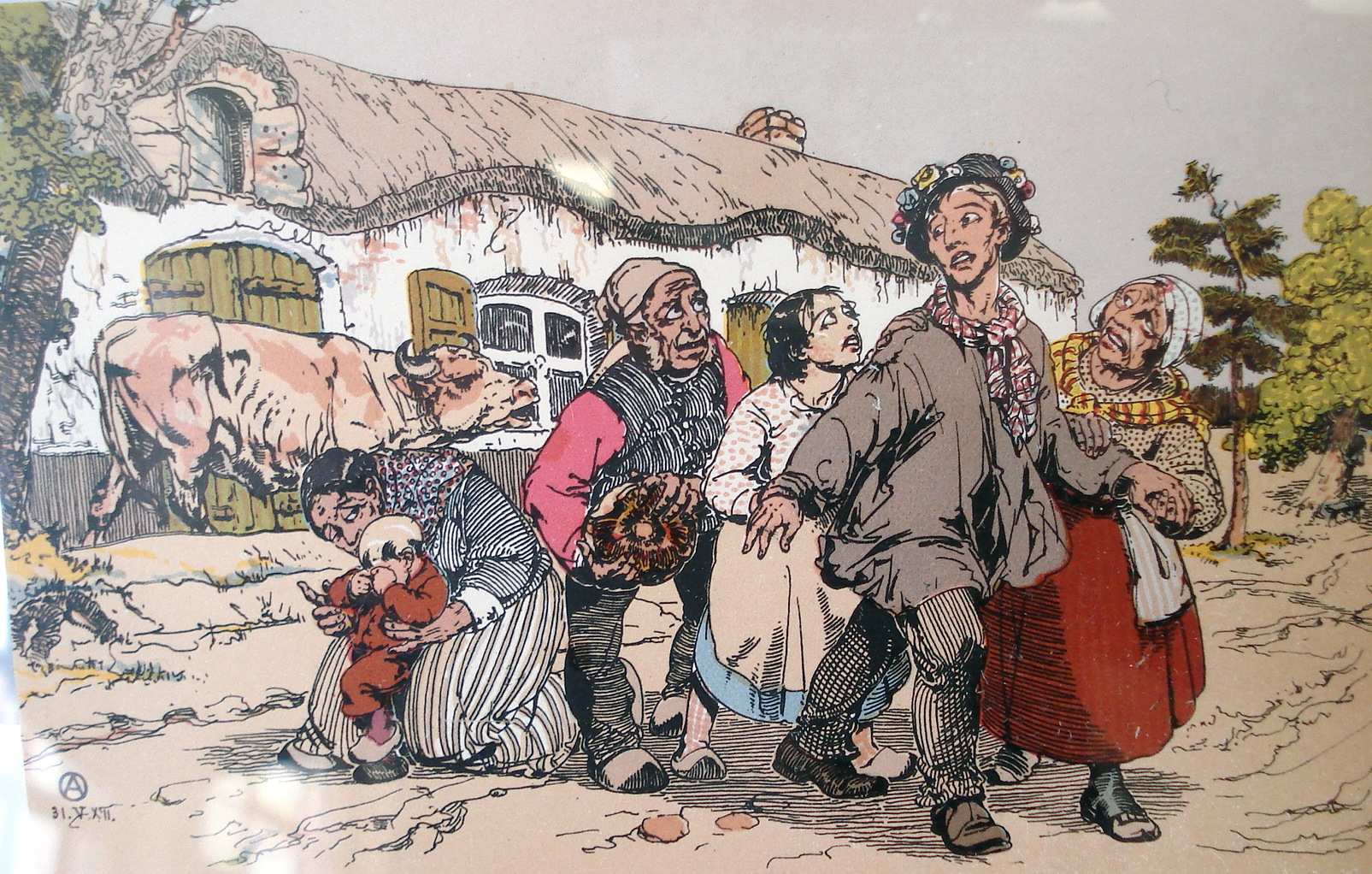
Illustratie van het boek De Loteling van Hendrik Conscience (1912)
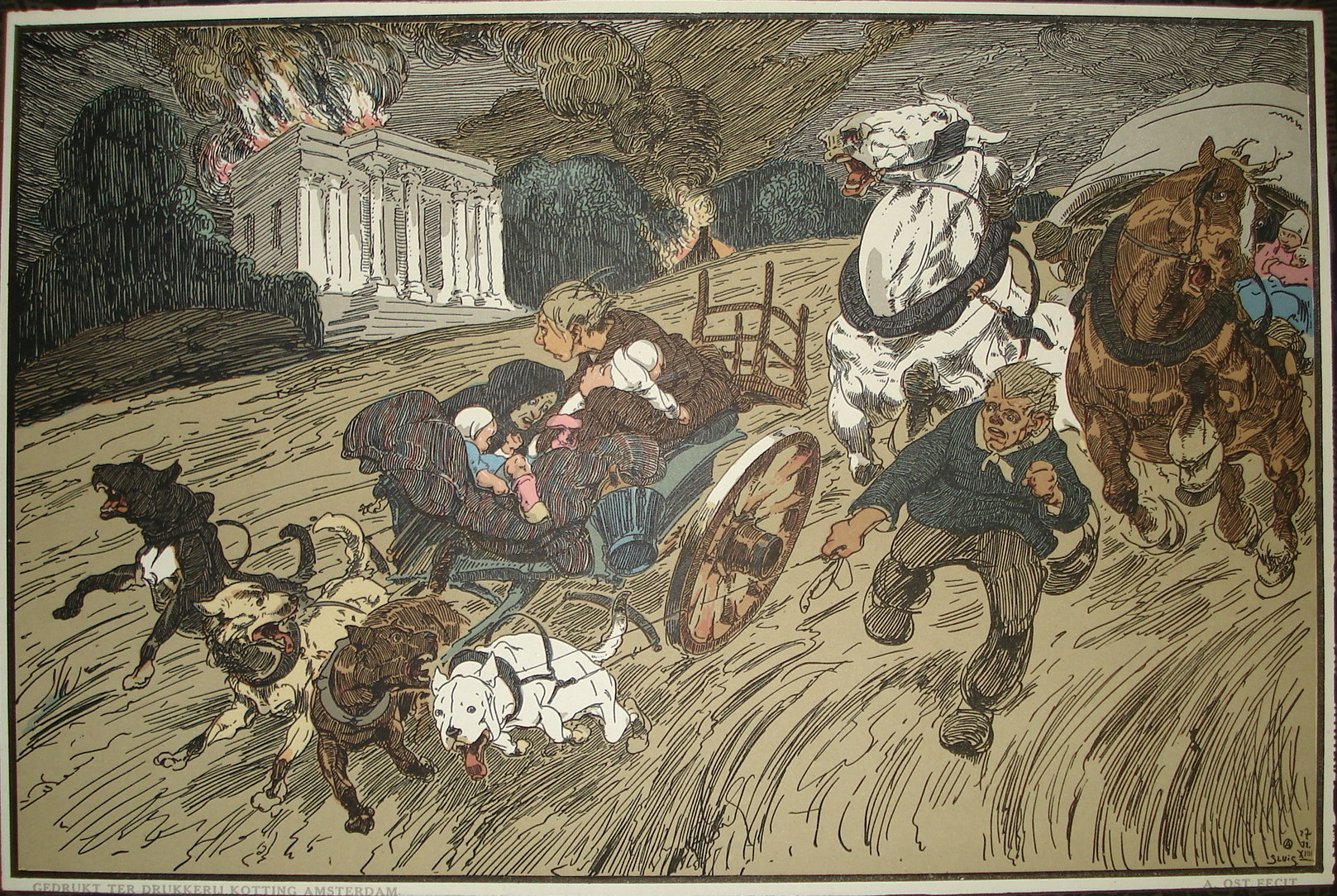
Vluchtelingen 1, 1914-18
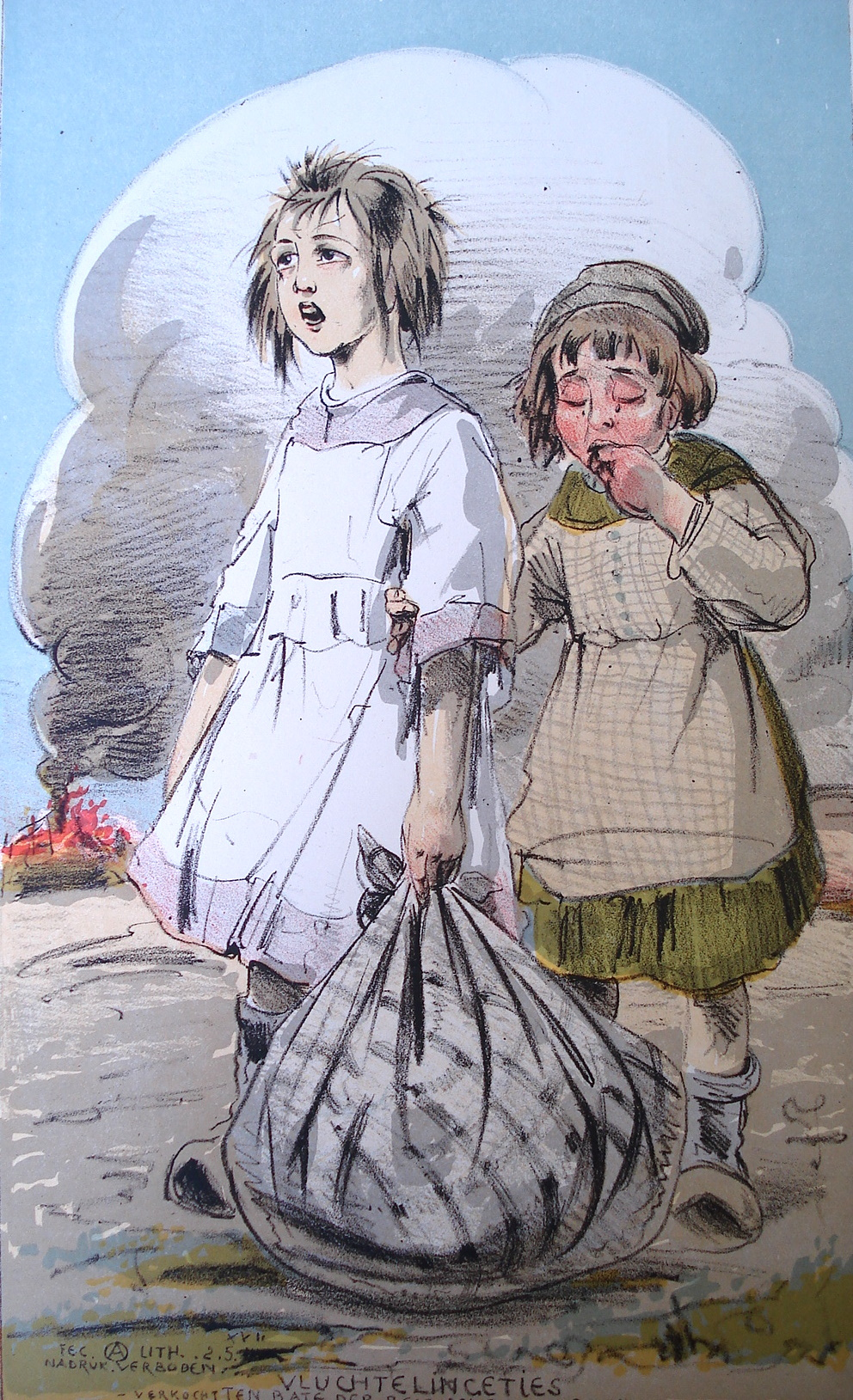
Vluchtelingen 2, 1914-18
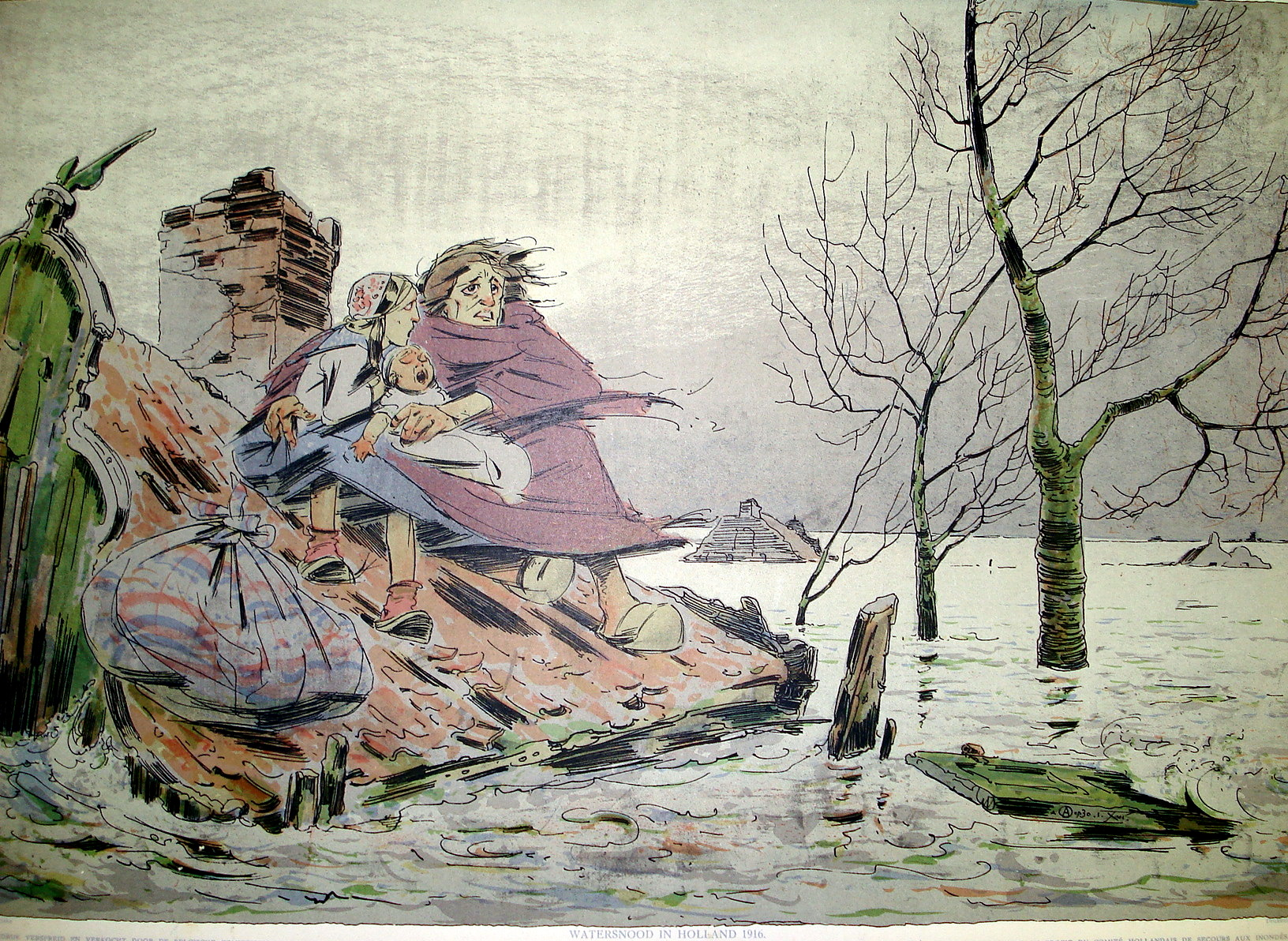
Watersnood, 1914-18
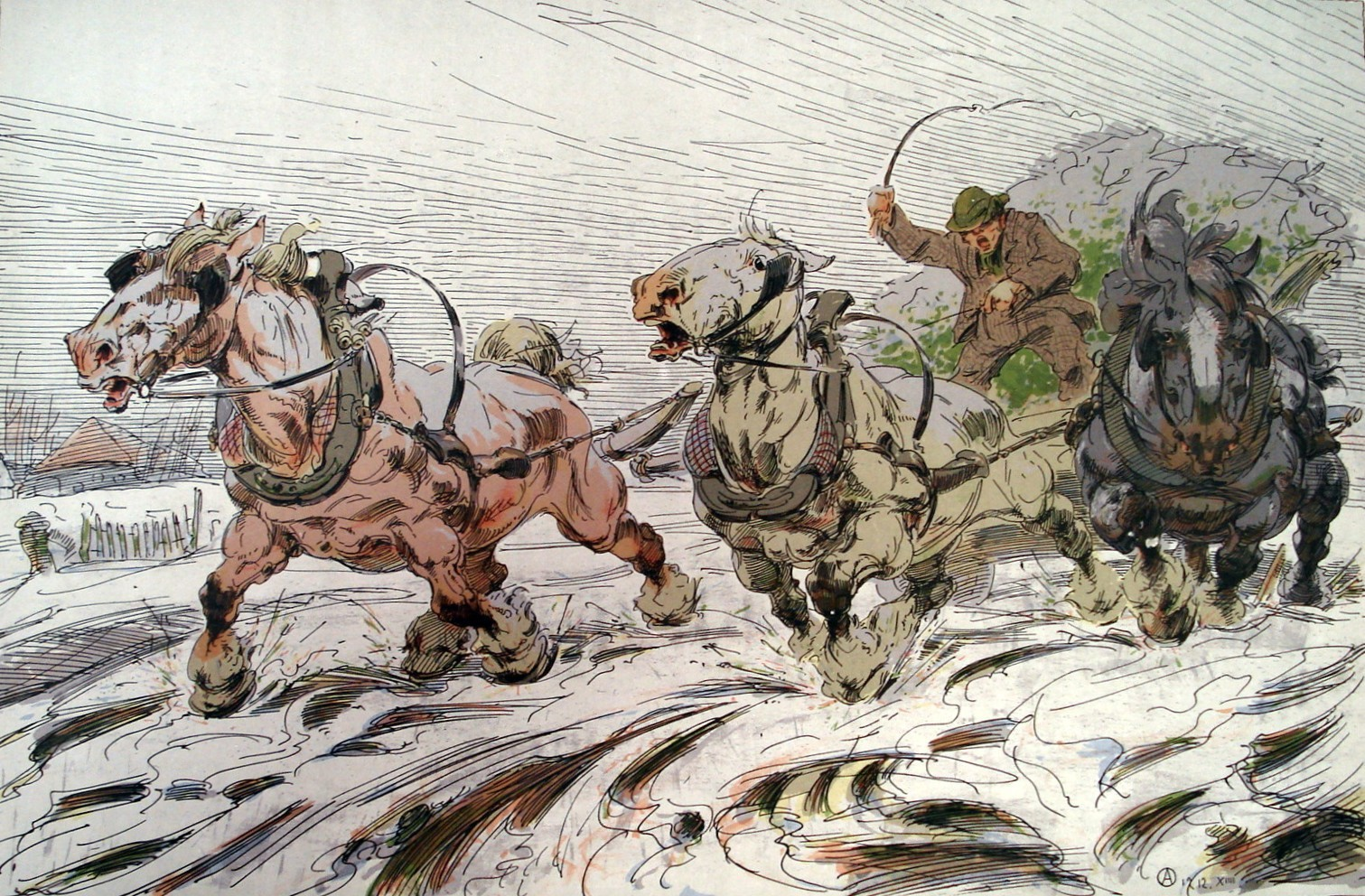
Paarden, 1916, Xaveriuscollege, Borgerhout
Affiche Het uitgehongerd joods kind, 1919
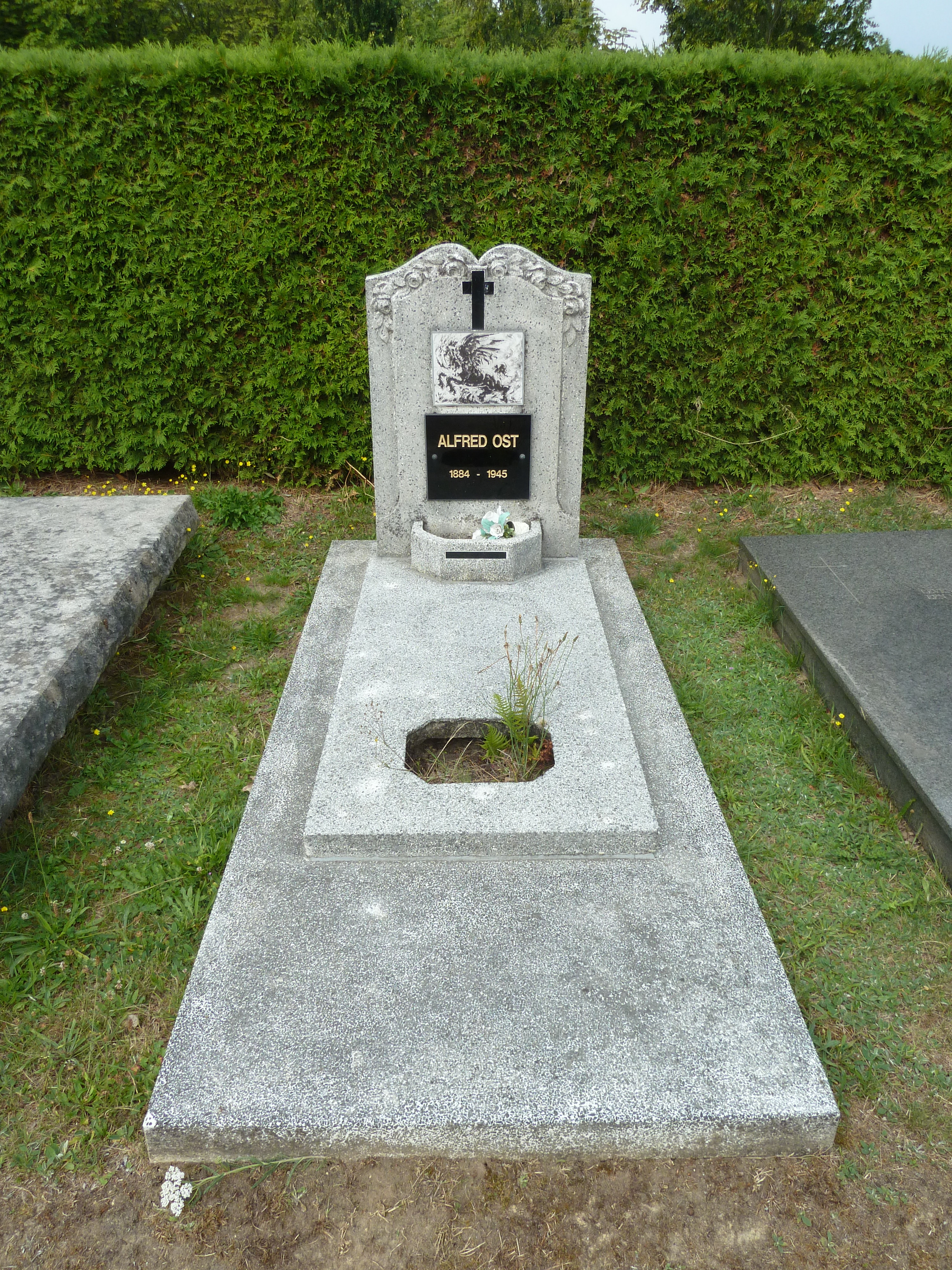
Graf op het Schoonselhof, Antwerpen